# Los Yébenes
Los Yébenes är en ort i Spanien.   Den ligger i provinsen Toledo och regionen Kastilien-La Mancha, i den centrala delen av landet, 90 km söder om huvudstaden Madrid. Los Yébenes ligger 823 meter över havet och antalet invånare är 6 224.
Terrängen runt Los Yébenes är platt söderut, men norrut är den kuperad. Runt Los Yébenes är det glesbefolkat, med 8 invånare per kvadratkilometer. Närmaste större samhälle är Sonseca, 13,9 km nordväst om Los Yébenes. Omgivningarna runt Los Yébenes är i huvudsak ett öppet busklandskap.